# Artemis II
Artemis II (dříve označována jako Exploration Mission-2, EM-2) je plánovaný druhý let rakety Space Launch System (SLS) a zároveň první pilotovaný let lodi Orion. Start je plánován nejdříve na duben 2026. V rámci mise provede posádka lodi Orion testovací průlet kolem Měsíce. Mělo by se tak jednat o první pilotovanou misi od letu Apolla 17 v roce 1972, která bude mířit dále než na nízkou oběžnou dráhu Země .

## Plán a cíle mise

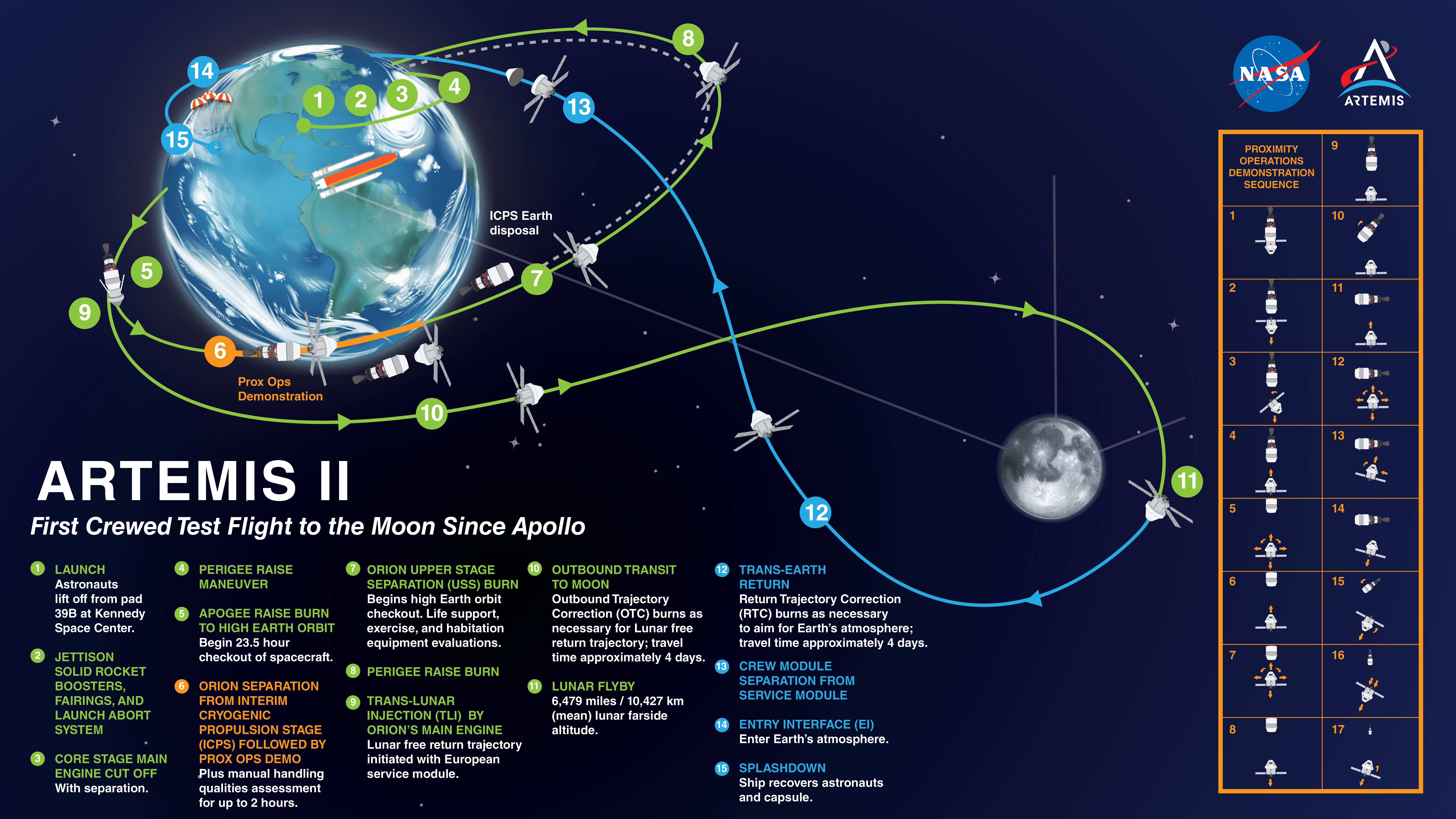
Plánovaná trajektorie lodi Orion na misi Artemis II.

Cílem mise je provést průlet kolem Měsíce po tzv. dráze volného návratu. Kosmická loď tedy nevstoupí na oběžnou dráhu kolem Měsíce, ale proletí asi 10 tisíc kilometrů nad povrchem jeho odvrácené strany a vlivem měsíční gravitace se vydá na zpáteční cestu. Let Orionu s astronauty k Měsíci a zpět potrvá celkem 8 dní. 
Ještě předtím však loď s posádkou provede jeden oblet Země po eliptické dráze do vzdálenosti 95 tisíc kilometrů od zemského povrchu. Během této dvoudenní cesty posádka prověří různé systémy lodi, včetně podpory života a komunikace se Zemí prostřednictvím sítě Deep Space Network, a také využije ICPS – druhý stupeň rakety SLS s kryogenním pohonem – jako cíl pro testy manévrování s lodí Orion. Teprve při opětovném přiblížení k Zemi uvedou motory Evropského servisního modulu Orionu loď na trajektorii k Měsíci.
Při svém druhém návratu k Zemi – na cestě od Měsíce – již přistávací kabina vstoupí rychlostí zhruba 40 tisíc km/h do atmosféry a přistane v Tichém oceánu nedaleko pobřeží USA.

## Příprava mise
V měsících před startem letu Artemis I se počítalo s termínem vypuštění druhé mise nejdříve v roce 2024, některé zdroje uváděly konkrétněji květen 2024. V důsledku několikaměsíčních odkladů prvního letu až na listopad 2022 se odsouvaly také navazující plány a na jaře 2023 byl všeobecně uváděným termínem startu mise Artemis II nejdříve listopad 2024.
V té době byla kosmická loď Orion v Kennedyho vesmírném středisku ve vysokém stupni rozpracovanosti. Kabina již byla doplněna o celkem 8 avionických součástí, které byly použity už při misi Artemis I, a čekala na instalaci padáků, dveří bočního průlezu a dalších několika dílů nezbytných pro zahájení finální série testů. Evropský servisní modul (ESM) dodaný společností Airbus, byl také před dokončením, chybělo např. instalovat čtyři sedmimetrová pole solárních panelů.
Pokud jde o nosnou raketu SLS, kompletace centrálního stupně v montážním závodě NASA nedaleko New Orleans ještě pokračovala, ale koncem března 2023 bylo oznámeno, že jsou práce prakticky dokončeny. Naproti tomu horní stupeň rakety, označovaný ICPS a vyrobený v Alabamě, již byl na kosmodromu od roku 2021. Výrobce United Launch Alliance (ULA) v dubnu 2023 oznámil zahájení předletového testování a příprav.
NASA počátkem roku 2024 oznámila, že se start mise uskuteční nejdříve v září 2025. Odklad si vyžádaly tři zásadní technické problémy. Prvním byla neočekávaná eroze materiálu na tepelném štítu lodi Orion během návratu na Artemis I v prosinci 2022. Druhým problémem se stalo zjištění inspekce hardwaru dodaného pro misi Artemis III, která odhalila poruchy v obvodech ovládajících ventily. Protože tato elektronika ovlivňuje mnoho částí systému podpory života na kosmické lodi včetně systémů odstraňujících oxid uhličitý z atmosféry v lodi, rozhodla se NASA ji vyměnit. A týkalo se to i Orionu určeného pro misi Artemis II, přestože elektronika ventilů prošla akceptačními testy. Konečně třetí problém byl spojen se systémem přerušení startu Orionu, při jehož testování se vyskytly nedostatky v elektrickém systému lodi. a Orionu. Všechny tři záležitosti si vyžádaly dodatečný čas na podrobnou analýzu příčin a nalezení řešení a v konečném důsledku si vynutily odklad plánovaného startu misi Artemis II a Artemis III.
Technickými důvody byl vysvětlen i další odklad plánovaného startu na duben 2026, který končící šéf NASA Bill Nelson oznámil počátkem prosince 2024. Řekl, že loď poletí se svým původním tepelným štítem, ale po pozměněné návratové trajektorii. Při dvoustupňovém vstupu do atmosféry byl totiž štít vystaven méně prudkému zahřívání, než na jaké byl testován, což zpomalilo zuhelnatění povrchu a umožnilo tvorbu plynů, jejichž hromadění způsobilo popraskání štítu. Kromě toho bude před startem potřeba zkontrolovat také systémy podpory života a životního prostředí Orionu, což Nelsoin označil za hnací motor změny data startu.

## Posádka
Mise Artemis II se zúčastní čtyři astronauti. Na základě dohody mezi NASA a Kanadskou kosmickou agenturou tvoří posádku tři astronauti ze Spojených států a jeden z Kanady.
Hlavní posádka:
- Reid Wiseman (2), NASA – velitel
- Victor Glover (2), NASA – pilot
- Christina Kochová (2), NASA – letová specialistka
- Jeremy Hansen (1), CSA – letový specialista

V závorkách je uveden dosavadní počet letů do vesmíru včetně této mise.
Záložní posádka:
- Andre Douglas, NASA
- Jennifer Gibbonsová, CSA

Jména všech členů hlavní posádky byla oznámena 3. dubna 2023. CSA zveřejnila nominaci Jennifer Gibbonsové do záložní posádky 22. listopadu 2023 a NASA informovala o jmenování Andre Douglase jako zálohy pro všechny tři americké astronauty počátkem července 2024.

## Superlativy
Uskutečněním mise vznikne několik rekordních nebo historicky prvních událostí:
- Při průletu asi 10 000 kilometrů nad povrchem Měsíce bude posádka současně 400 000 kilometrů od Země. Přitom by měl být překonán dosavadní rekord v největší vzdálenosti astronautů od Země,[1] který při svém návratu z nepodařeného letu k Měsíci ustavila 15. dubna 1970 posádka Apolla 13 – Jim Lovell, Fred Haise a Jack Swigert, konkrétně 400 171 km.
- Členy posádky mířící mimo oběžnou dráhu Země budou poprvé v historii žena, Afroameričan a občan jiné země než USA. Kanadská vesmírná agentura získala místo pro Jeremy Hansena díky dohodě z prosince 2020 výměnou za kanadský příspěvek robotického ramene zvaného Canadarm 3 do vesmírné stanice Gateway, jejíž sestavení oběžné dráze kolem Měsíce se připravuje.[5]
- Dosud mimo oběžnou dráhu Země letělo 24 astronautů, z nichž 12 otisklo své stopy do měsíčního povrchu. Mise Artemis II po 52 letech zvýší jejich počet na 28.

## Galerie

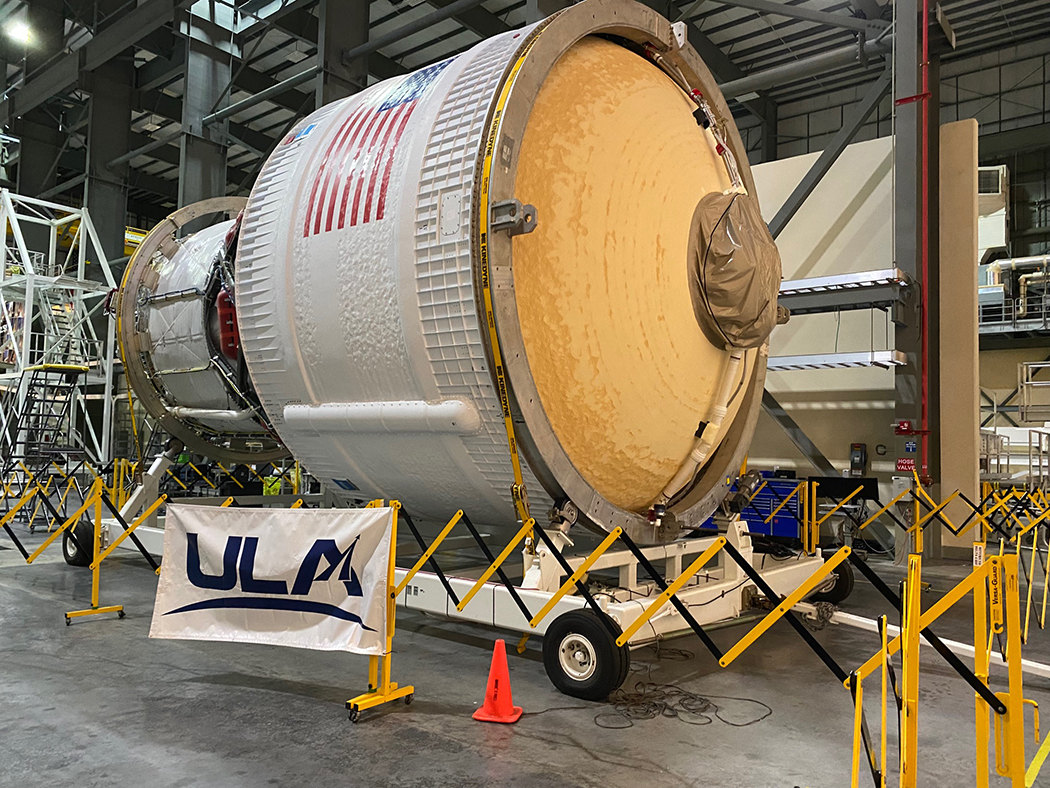
Kryogenní horní stupeň ICPS pro misi Artemis II v Kennedyho vesmírném středisku.
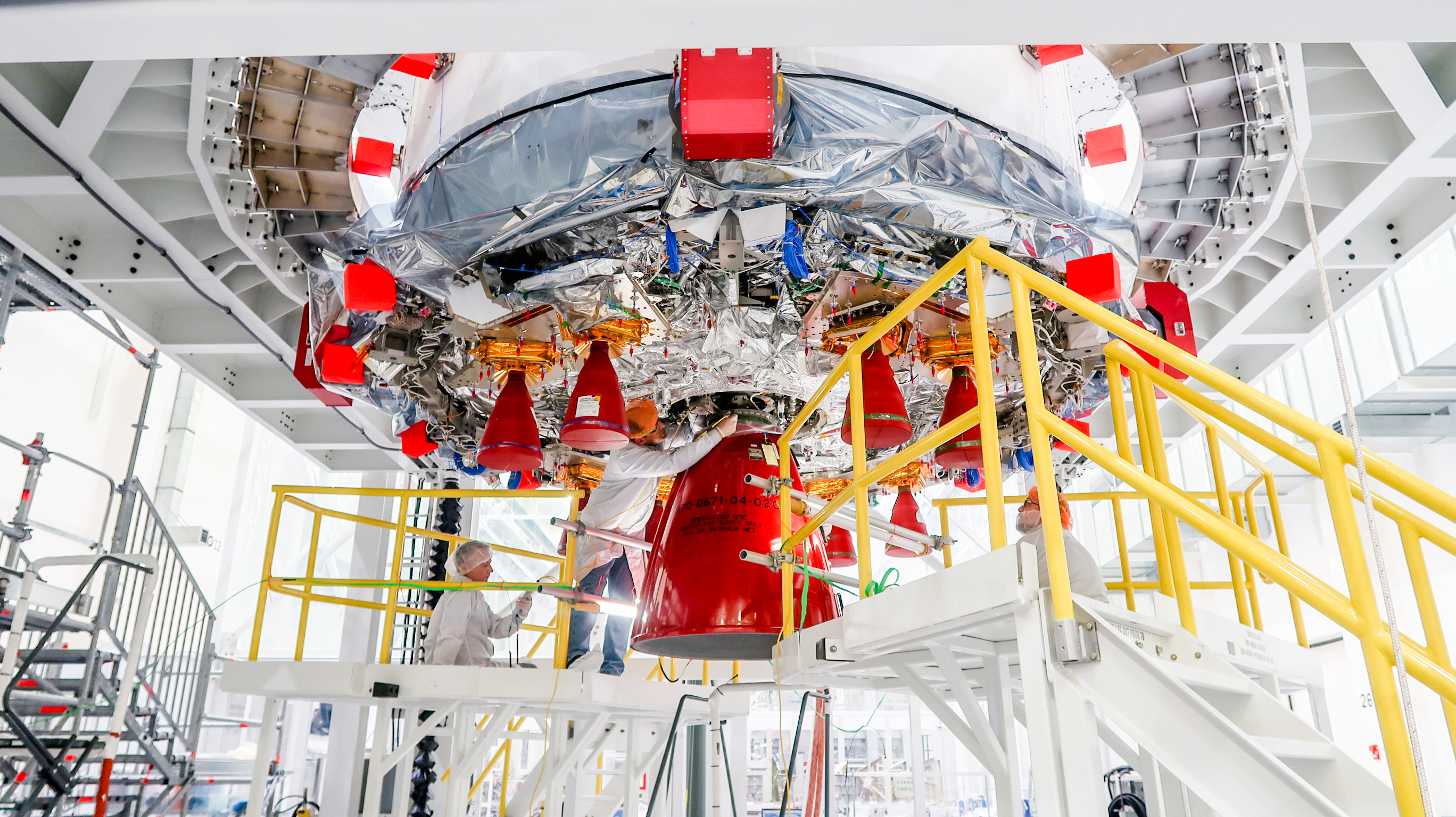
Dokončovací práce na Evropském servisním modulu, leden 2023
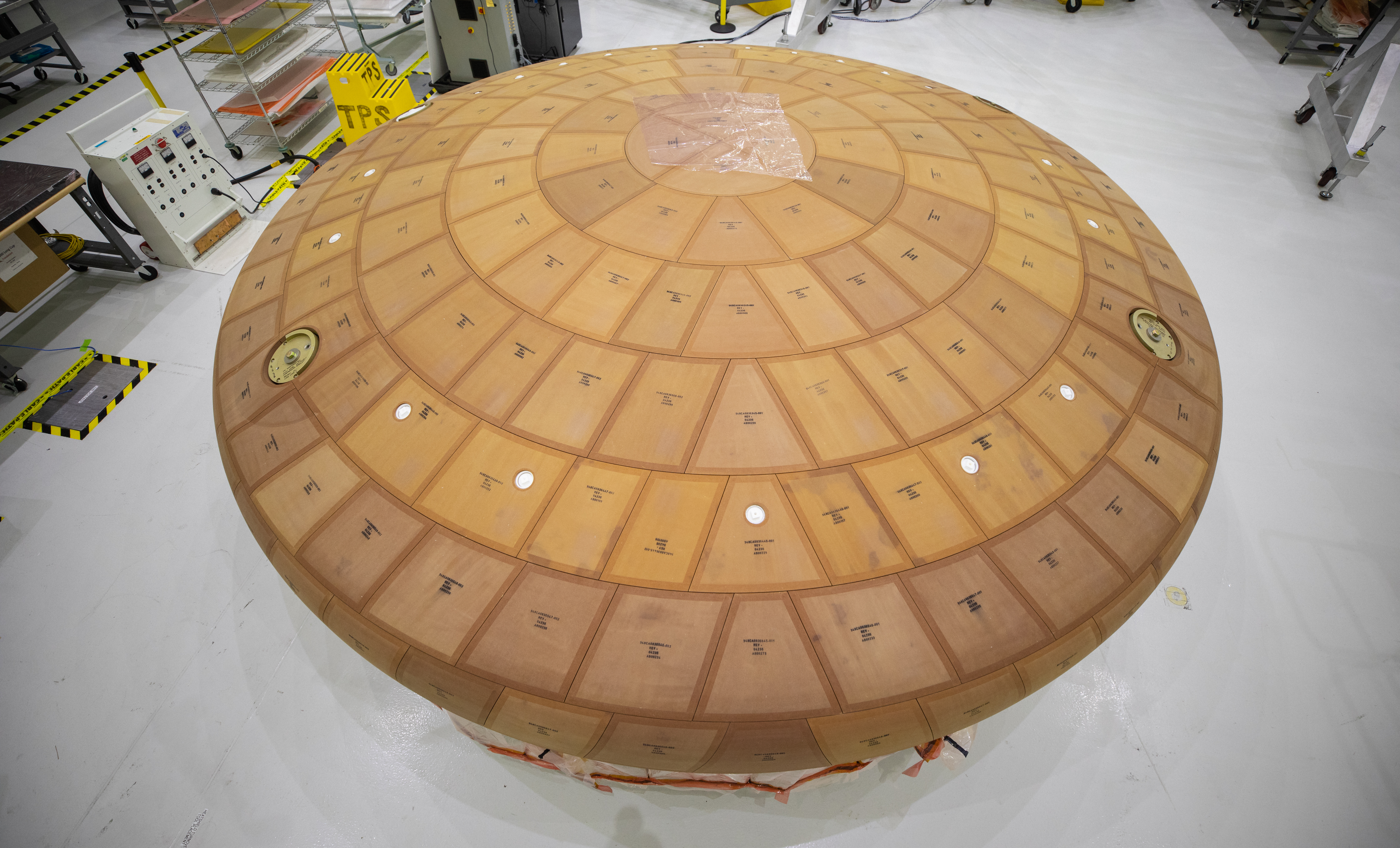
Tepelný štít pro misi Artemis II
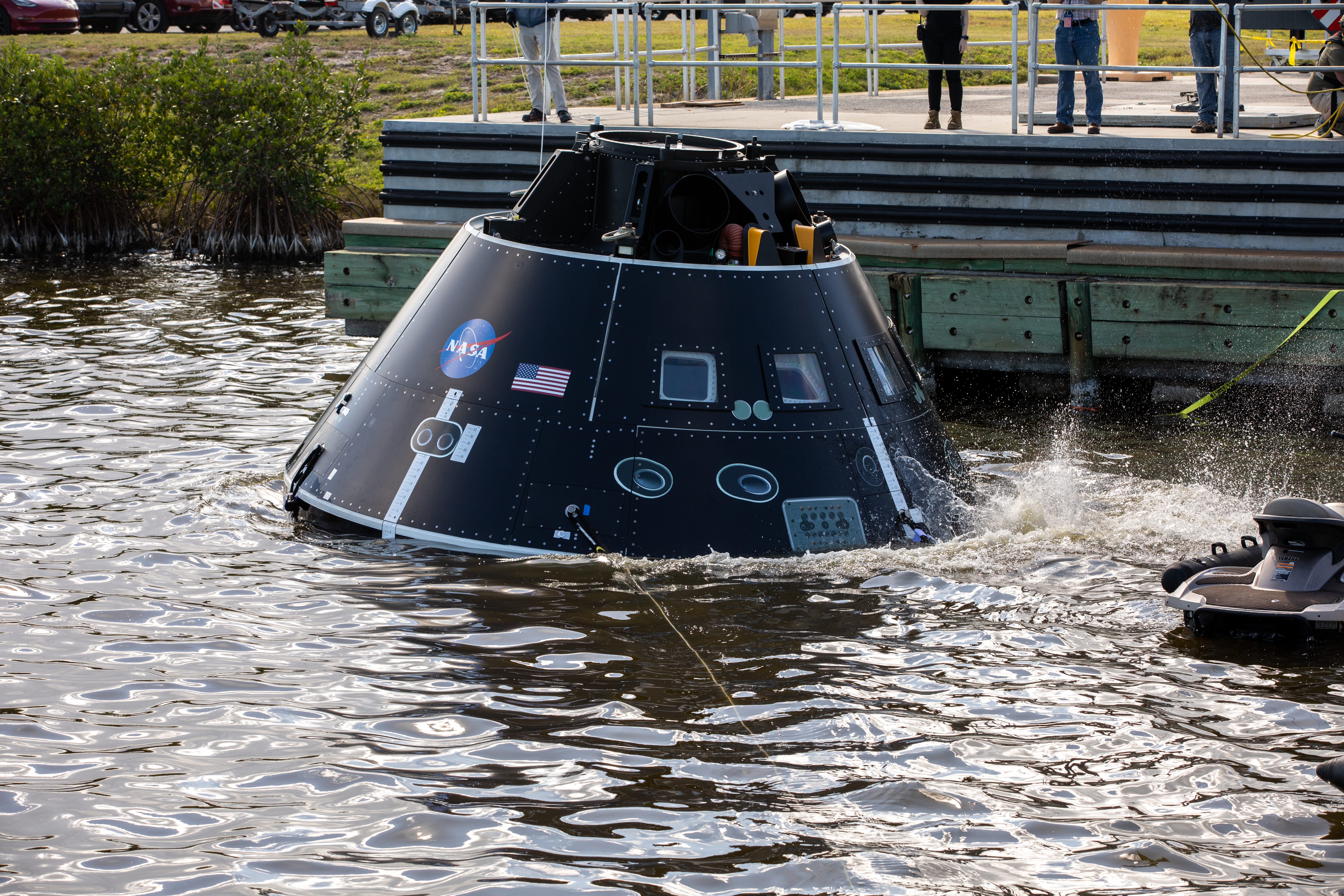
Test velitelské sekce pro Artemis II pro přistání na vodní hladině.
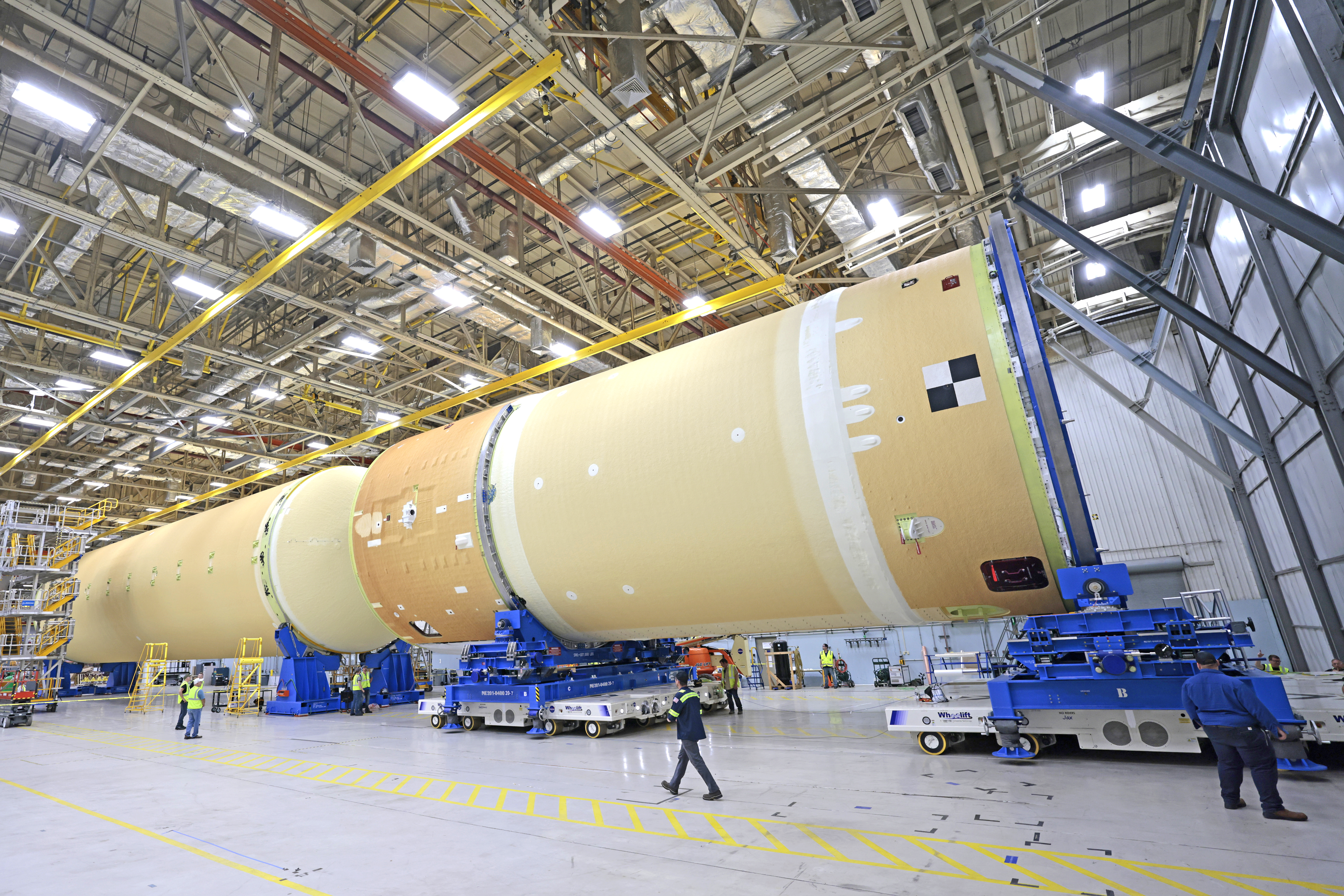
Montáž centrálního stupně rakety SLS, březen 2022.
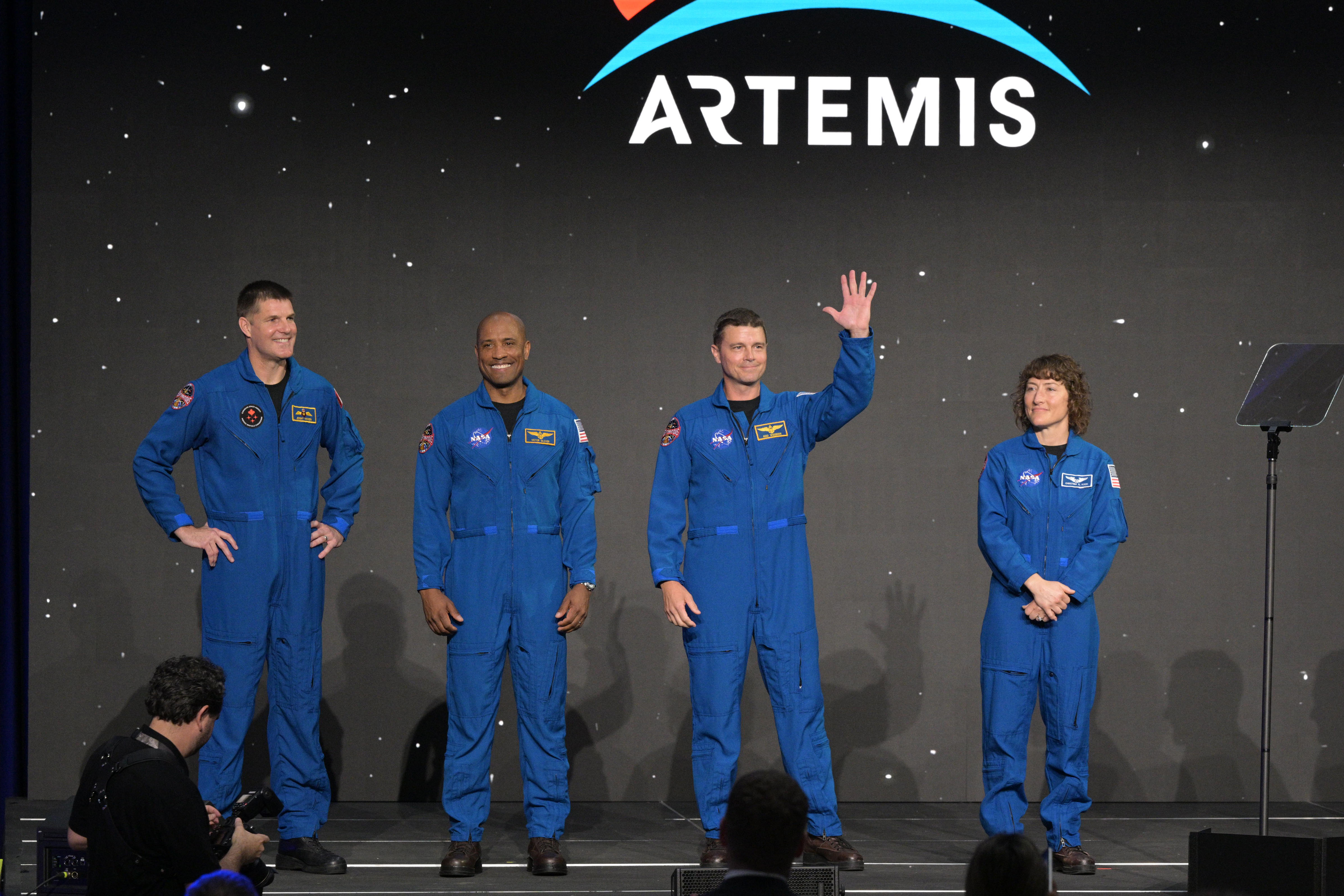
Představení posádky mise Artemis II, 4. dubna 2023.